# الدوري الألماني لكرة السلة 2019–20
الدوري الألماني لكرة السلة 2019–20 (بالألمانية: Basketball-Bundesliga 2019/20)‏ هو موسم من الدوري الألماني لكرة السلة. كان عدد الأندية المشاركة فيه 18، وفاز فيه ألبا برلين.